# Agatha Kill
Agatha Kill (* 19. April 1948 in Bonn) ist eine deutsche Bildhauerin, Medailleurin und Schmuckgestalterin.

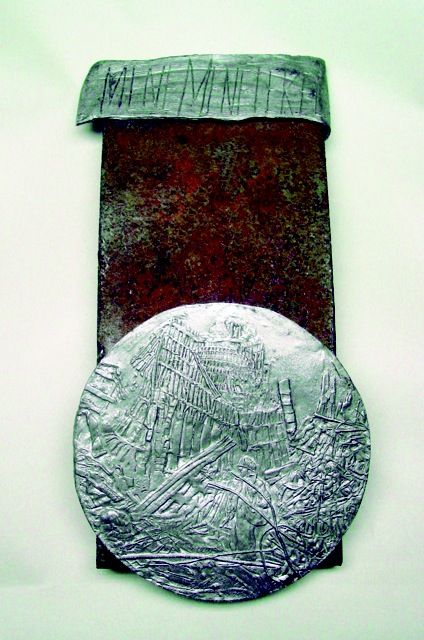
Das Stück MENE MENE TEKEL von Agatha Kill aus dem Jahr 2001

## Leben
Agatha Kill wurde in Bonn geboren. Sie studierte von 1970 bis 1977 Bildhauerei sowie Edelmetall- und Schmuckgestaltung an den Kölner Werkschulen/Fachhochschule für Kunst und Design bei den Professoren Hans Karl Burgeff und Marianne von Jármy. Seit 1977 ist sie als freischaffende Künstlerin  in Köln tätig. Von 1979 bis 1980 war sie zu einem einjährigen Studienaufenthalt in Berlin.
Zwischen 1980 und 1985 hielt sich Kill mehrfach als archäologische Zeichnerin in der Türkei, Nordafrika und Südspanien auf, was ihrer künstlerischen Arbeit sichtbare Impulse gab. 2006 erfolgte der Umzug von Köln in die Südpfalz.
Sie ist Mitglied in der Deutschen Gesellschaft für Medaillenkunst.

## Wirken
Medaillen von Agatha Kill werden seit 1992 für den deutschen Beitrag in den Weltmedaillenausstellungen (FIDEM) ausgewählt: 1992 in London, 1994 in Budapest, 1996 in Neuchatel, 1998 in Den Haag, 2000 in Weimar, 2002 in Paris, 2004 in Seixal, 2007 in Colorado Springs, 2012 in Glasgow, 2016 in Gent/Namur, 2018 in Ottawa (zu den Ausstellungen erschien jeweils ein  Katalog).
Mehrmals wurde Kill zu den Wettbewerben des Ministeriums für Finanzen zur Gestaltung einer Euro-Gedenkmünze eingeladen, wobei sie einige erfolgreich beendete (siehe Preise).
Unter den Aufträgen von Privatpersonen finden sich folgende Arbeiten: 2001 Dr. Karl-Dieter Kortmann (Medaille); 2004 Gabriele Kortmann (Eisenbüste); 2005 Dr. Jürgen Baur (Medaille); 2008 Dr. Walter Witzenmann (Prägemedaille); 2011 Prägemedaille zum Konrad-Adenauer-Wettbewerb der Musikschule Köln. 2005/2006 gestaltete Agatha Kill eine Prägemedaille zu Max Ernst.
Seit 2015 ehrt der Landtag Rheinland-Pfalz mit der Georg-Forster-Medaille verdiente Parlamentarier, Agatha Kill gestaltete diese Ehrenmedaille.
Im März 2017 gehört Agatha Kill zu den Nominierten zum Otto-Ditscher-Preis für Buchillustration, eine weitere Facette ihres Schaffens.

## Ausstellungen (Auswahl)
- 1978	Schmuck, Galerie Map, Köln
- 1982	Arteder 82, Bilbao
- 1983	Schmuck und Zeichnungen, Einzelausstellung BBK, Köln
- 1985	Schmuck, Galerie Ventil, München
- 1991	Friedrich von Spee-Medaille, Stadtsparkasse Düsseldorf und Museum Kaiserswerth
- 1992	Zeitgenössische Medaillenkunst in Deutschland, Kunstsammlungen Dresden, Münzkabinett
- 1992	Medaillenkünstlerinnen in Deutschland, Staatliche Galerie Moritzburg, Halle/S., 1993 Frauenmuseum Bonn
- 1994	KölnGold, Museum für Angewandte Kunst, Köln
- 1994	Die Kunstmedaille der Gegenwart in Deutschland, Germanisches Nationalmuseum Nürnberg
- 1994	Kunst / Handwerk / Design, Städtische Galerie, Peschkenhaus Moers
- 1995/96 Aus allen schöpfe dir Freuden, Europäische Medaillenkunst von der Renaissance bis zur Gegenwart, Münzkabinett der Staatlichen Museen zu Berlin, Preußischer Kulturbesitz; Wissenschaftszentrum Bonn; Schlossmuseum, Schloss Friedenstein Gotha; Germanisches Nationalmuseum Nürnberg
- 1997	Spuren, Heinrich Heine Institut, Düsseldorf
- 2000	10 Jahre Deutsche Einheit, Sächsische Porzellanmanufaktur Dresden
- 2001	Rheinische Schule I, Münzzentrum Rheinland, Solingen
- 2001	Bei meiner Ehre, Forum für Schmuck und Design, Köln
- 2001	Die Medaille und Gedenkmünze des 20. Jahrhunderts in Deutschland, Wissenschaftszentrum Bonn und Stiftung preußischer Kulturbesitz, Münzkabinett, Berlin
- 2002	Rheinische Schule II, Münzzentrum Rheinland, Solingen
- 2002	Dr. Konrad Adenauer-Medaille, Museum für Angewandte Kunst Köln
- 2003	Gold aus Köln für das Kulturerbe Quedlinburg, Einzelausstellung Geldgeschichtliches Museum, Kreissparkasse Köln
- 2005	GeldKunst – KunstGeld, Museum Minden, Staatliche Münze Berlin
- 2006  Westfälisches Landesmuseum für Kunst und Kulturgeschichte, Münster und Schloss Cappenberg
- 2006	Rheinische Medaillenkunst, Kunsthaus Lempertz, Köln
- 2007	Die Welt „en miniature“, Deutsche Medaillenkunst heute, Stiftung Moritzburg, Halle/S.; Stadtmuseum Erfurt
- 2007	Medaillenkunst in Köln im 20. Jahrhundert, Münzkabinett der Staatlichen Museen zu Berlin
- 2009	Keramik im Kleinformat, Hetjens-Museum Düsseldorf
- 2014  Agatha Kill – Zeichnungen, Stiftsgut Keysermühle Klingenmünster, Südpfalz
- 2015  „Geschöpfe“, Eisenkunstgußmuseum Bendorf-Sayn
- 2015  „Gold gab ich für Eisen“, Münzkabinett d. Staatlichen Museen zu Berlin, Bode-Museum
- 2016  Skulptur auf öffentlichen Plätzen, Minfeld, Südpfalz
- 2017  Ausgewählte 6 bestplatzierte Arbeiten zum OTTO – DITSCHER – PREIS 2017,  Buchillustration
- 2018  „Porträts Kluger Frauen“ in Skulptur, Malerei, Zeichnung, Medaille; Humboldt-Universität zu Berlin
- 2021  „Hand Große Kunst“, Staatliche Münzsammlung München, ab 2022 im Münzkabinett der Staatlichen Museen zu Berlin
- 2022  Online-Ausstellung Bonner Landesmuseum : BTHVN – zu Beethoven, 10 Künstlerbeiträge
- 2022  Sonderausstellung Bonner Beethovenhaus : KLEINE DENKMÄLER Beethoven in der Medaillenkunst
- 2022  „Medaillen-Relief en miniature“, RealismusGalerie Berlin

## Preise
- 1. Preis beim Wettbewerb zur „KurtNevenDumont-Medaille“ 1976
- 1. Preis Medaille Friedrich von Spee 1990
- 3. Preis Röntgen-Gedenkmünze 1995
- 1. Preis 100-Euro-Gedenkmünze 2003 (Quedlinburg)
- 2. Preis Eduard-Mörike-Gedenkmünze 2004
- 4. Preis Dönhoff-Gedenkmünze 2009
- 2. Preis Liszt-Gedenkmünze 2011
- 4. Preis Gebrüder-Grimm-Gedenkmünze 2012
- 3. Preis Gartenreich Dessau-Wörlitz-Gedenkmünze 2013
- 2. Preis Karl Drais, Staatlicher Münzwettbewerb 2016, 20 Euro
- 2. Preis Weihnachtsmedaille Christi Geburt, Staatlicher Münzwettbewerb, 2021, 25 Euro Silber

## Arbeiten in öffentlichem Besitz
- Münzkabinett der Staatlichen Museen zu Berlin, Stiftung Preußischer Kulturbesitz, Berlin[1]
- Stadtmuseum Bonn
- Staatliche Kunstsammlungen Dresden
- Heinrich-Heine-Institut, Düsseldorf
- Glasmuseum Hentrich, museum kunst palast, Düsseldorf
- Hetjens-Museum /Deutsches Keramikmuseum, Düsseldorf
- Stiftung Moritzburg, Kunstmuseum des Landes Sachsen-Anhalt, Halle (Saale)
- Erzbistum Köln
- Geldgeschichtliches Museum, Kreissparkasse Köln
- Museum für Angewandte Kunst, Köln
- British Museum, London, Department of Coins and Medals, London
- Deutschordensmuseum Bad Mergentheim
- Staatskanzlei Rheinland-Pfalz, Mainz
- Schiller-Nationalmuseum, Marbach
- Staatliche Kunstsammlung München
- Germanisches Nationalmuseum Nürnberg
- Württembergisches Landesmuseum, Stuttgart
- Sammlung Radiologia in Nummis, Würzburg
- ANS New York
- Mainzer Landtag
- Humboldt-Universität Berlin
- Beethovenhaus Bonn